# Aqadyr
Aqadyr är en ort i Kazakstan.   Den ligger i oblystet Qaraghandy, i den centrala delen av landet, 300 km söder om huvudstaden Astana. Aqadyr ligger 693 meter över havet och antalet invånare är 9 710.
Terrängen runt Aqadyr är platt.  Trakten runt Aqadyr är nära nog obefolkad, med mindre än två invånare per kvadratkilometer. Trakten runt Aqadyr består i huvudsak av gräsmarker.